# Caldes de Malavella
Caldes de Malavella är en kommun i Spanien.   Den ligger i provinsen Província de Girona och regionen Katalonien, i den östra delen av landet, 600 km öster om huvudstaden Madrid. Antalet invånare är 7 071. Arean är 57 kvadratkilometer. Caldes de Malavella gränsar till Riudellots de la Selva, Sant Andreu Salou, Cassà de la Selva, Llagostera, Tossa de Mar, Vidreres, Sils och Vilobí d'Onyar. 
Terrängen i Caldes de Malavella är huvudsakligen platt, men söderut är den kuperad.